# Harley Bird
Harley Flona Riley (Rochdale, Inglaterra, 13 de diciembre de 2001) más conocida por su nombre artístico como Hailey Bird, es una actriz inglesa. Fue la tercera y la voz más antigua de Peppa Pig, asumiendo el papel en 2007 y saliendo en 2020. El papel fue asumido por Amelie Bea Smith. Ella fue Peppa Pig durante 13 años.

## Biografía
A la edad de seis años firmó con Alphabet Kidz Talent, un mes más tarde obtuvo el papel de Peppa en la serie de dibujos animados Peppa Pig. Bird remplazó a las anteriores actrices Lily-Snowden Fine y Cecily Bloom que ponían la voz a Peppa. Bird puso la voz en las temporadas 3 y 4. En su personaje, puso la voz al personaje Peppa Pig en la canción de Children in Need, así como varias otras piezas de mercancía de espectáculo.
Bird ha hecho una serie de apariciones en televisión y radio, incluyendo la presentación de detrás de las escenas de fondo sobre Newsround de CBBC y ser entrevistada como Peppa de BBC Radio One Chris Moyles Show. Ella se convirtió en la MUCHAHA más joven en ganar Premios BAFTA, ya que ganó el premio de British Academy Children's Awards en 2011 por su trabajo en Peppa Pig. Harley está nominada por 'Recién llegado más prometedor" en los British Independent Film Awards 2013.
Bird también interpretó el papel de Daisy en Blueberry, un corto de 2009, que ganó el Premio del Público en el Cinequest Film Festival, y apareció como miembro del jurado en CBBC The Dog Ate My Homework 2013. También hizo el papel de Piper junto a Saoirse Ronan de Kevin Macdonald Mi vida ahora, estrenado en 2013. También protagonizó GoodBye, un drama de radio de Morwenna Banks, su coprotagonista de Peppa Pig, que se estrenó en BBC Radio 3 junto a Olivia Colman, Natascha McElhone, Darren Boyd, Alison Steadman y John Simm. En 2017, Bird interpretó la protagonista como Sammy en la serie webisodio de Disney Channel,
So Sammy.

## Filmografía
| Año       | Título                                | Personaje                  | Notas                             |
| --------- | ------------------------------------- | -------------------------- | --------------------------------- |
| 2007-2020 | Peppa Pig                             | Peppa Pig y Bebé Alexandre | Voz                               |
| 2009      | Blueberry                             | Daisy                      | Cortometraje                      |
| 2010-2014 | Hailey and Friends                    | Mila                       | Voz                               |
| 2013      | Mi vida ahora                         | Piper                      | Película                          |
| 2013      | Goodbye                               | Maddy                      | BBC Radio 4 Drama                 |
| 2013-2020 | Milkshake!                            | Peppa                      | Voz                               |
| 2014      | Doctor Who                            | Ruby                       | Episodio: "En el bosque nocturno" |
| 2015      | Playhouse Presents                    | Tara                       | Episodio: "King for a Term"       |
| 2016      | Peppa Pig: The Golden Boots           | Peppa Pig (voz)            | Cortometraje                      |
| 2017      | So Sammy                              | Sammy                      | Miniserie de Disney Channel       |
| 2017      | Peppa Pig: My First Cinema Experience | Peppa Pig                  | Voz                               |
| 2019      | Peppa Pig: Festival of Fun            | Peppa Pig                  | Voz                               |
| 2024      | Back to Black                         | Juliette Ashby             |                                   |